# ダナ・エア
ダナ・エア（Dana Air）は、ナイジェリアの航空会社。国内を中心に運行している。2012年の事故以後運航停止させられていたが、2014年に運航を再開。

## 就航路線
ナイジェリア
- アブジャ - ンナムディ・アジキウェ国際空港
- ラゴス - ムルタラ・モハンマド国際空港 ハブ
- ポートハーコート - ポートハーコート国際空港
- ウヨ - アクワ・イボム空港

2012年6月まではカラバル・カノも運行していた。

## 機材
会社設立時はMD-83 2機のみで運行していたが、2009年に退役したアラスカ航空のMD-83を3機買い取り、今に至る。
所有する機体の運行期間の平均は、22.8年という数字である。
- マクドネル・ダグラスMD-83型 5機

992便の事故の為、現在は4機での運行となっている。

## 992便墜落事故
2012年6月3日午後、992便は、ムルタラ・モハンマド国際空港付近を飛行中に墜落し、大破した。乗客乗員153人全員死亡。
ナイジェリアの民間航空局のHarold Demuren局長によると、153人を乗せた旅客機は、ムルタラ・モハンマド国際空港付近の住宅密集地に墜落し、印刷工場にぶつかり爆発炎上したという。建物の中にいた40人以上も犠牲となった。
この旅客機は首都アブジャからラゴスに向かっていた。事故原因は不明だが、フライトレコーダーは回収されたという。